# Gardouch
Gardouch (em occitano:  Gardog) é uma comuna francesa na região administrativa da Occitânia, no departamento do Alto Garona. Estende-se por uma área de 16.31 km², com 1.264 habitantes, segundo o censo de 2018, com uma densidade de 77 hab/km².